# Warszewiczia elata
Warszewiczia elata är en måreväxtart som beskrevs av Adolpho Ducke. Warszewiczia elata ingår i släktet Warszewiczia och familjen måreväxter. Inga underarter finns listade i Catalogue of Life.